# .tt
‎.tt‏ دامنه اینترنتی کشور ترینیداد و توباگو است.